# 烏庫馬
烏庫馬（葡萄牙語：Ucuma），是個位於安哥拉中部的城鎮，由萬博省負責管轄，面積1,600平方公里，海拔高度1,400米，2006年該城鎮人口71,926，人口密度每平方公里45人。